# Year Zero
Year Zero (с англ. — «Нулевой год») — пятый полноформатный студийный альбом американской индастриал-рок-группы Nine Inch Nails, выпущенный лейблом Interscope Records 16 апреля 2007 года. Работа над материалом была начата во время концертного тура в поддержку предыдущей пластинки With Teeth и завершена в конце 2006 года. В отличие от интроспективного стиля написания песен на предыдущих работах группы, Year Zero является концептуальным альбомом, критикующим политику тогдашнего правительства США во главе с Джорджем Бушем-младшим, показывая, как она повлиет на мир через 15 лет. Альбом является частью большого концептуального арт-проекта Трента Резнора, который включает в себя синглы «Survivalism» и «Capital G», альбом ремиксов Y34RZ3R0R3M1X3D, игру в альтернативной реальности и телевизионный или кино-проект. В проекте также задействованы интернет-сайты, телефонные номера и городские граффити.
После релиза в апреле 2007 года Year Zero был продан тиражом в 187 000 экземпляров за первую неделю, тем самым достигнув второго места в чарте Billboard 200. Альбом также получил положительные отзывы от критиков, многие из которых были благоприятными и к игре в альтернативной реальности. Из альбома были выпущены два сингла, «Survivalism» и «Capital G», последний из которых вышел как промосингл. Year Zero стал последним студийным альбомом Nine Inch Nails, выпущенным на Interscope. В октябре 2007 года Резнор объявил о том, что не станет обновлять контракт с лейблом, став независимым артистом.

## Запись
«Эта запись началась с эксперимента с шумом на ноутбуке во время гастролей. Созданные звуки привели меня к мысли о конце света. Эта мысль не покидала меня и со временем всё больше давала о себе знать. Я считаю, у каждого есть выбор воспользоваться вдохновением, или не сделать этого. Этот альбом последний. Как только я настроился на него, всё встало на свои места… В установленных рамках, песни очень легко писать… О чём они? Ну, это происходит в будущем, через пятнадцать лет. Всё плохо. Если вы представите себе мир, где жадность и власть порабощают всё, вы, конечно, поймёте. Мир достиг критической точки — политически, духовно и экологически. Песни написаны от лица народа, „Year Zero“ показывает различные точки зрения людей, настроенных против надвигающейся жестокой правды».
В 2005 году в интервью журналу Kerrang!, Трент Резнор сообщил, что собирается написать материал для нового релиза во время концертного тура в поддержку альбома With Teeth. Работа над новой пластинкой началась в сентябре 2006 года. Резнор работал над музыкой альбома на своём ноутбуке. В одном из интервью Kerrang! Резнор рассказал: Когда я был в туре на Live: With Teeth, чтобы занять себя, я просто присел на корточки и стал работать над музыкой, так я находился в творческом состоянии, и, когда турне было окончено, я чувствовал, что я не устал, и мне захотелось продолжить работу.
После окончания тура Трент Резнор начал работать над текстами песен нового альбома. Резнор был обеспокоен политикой США и решил воплотить своё беспокойство в лирике альбома. Процесс микширования альбома прошёл январе 2007 года. 5 февраля в своём блоге Трент Резнор сообщил, что работа над диском окончена
Бюджет альбома составил 2 миллиона долларов, но так как часть материала была написана Резнором на ноутбуке, большая часть денег пошла на арт-проект.

## Концепция

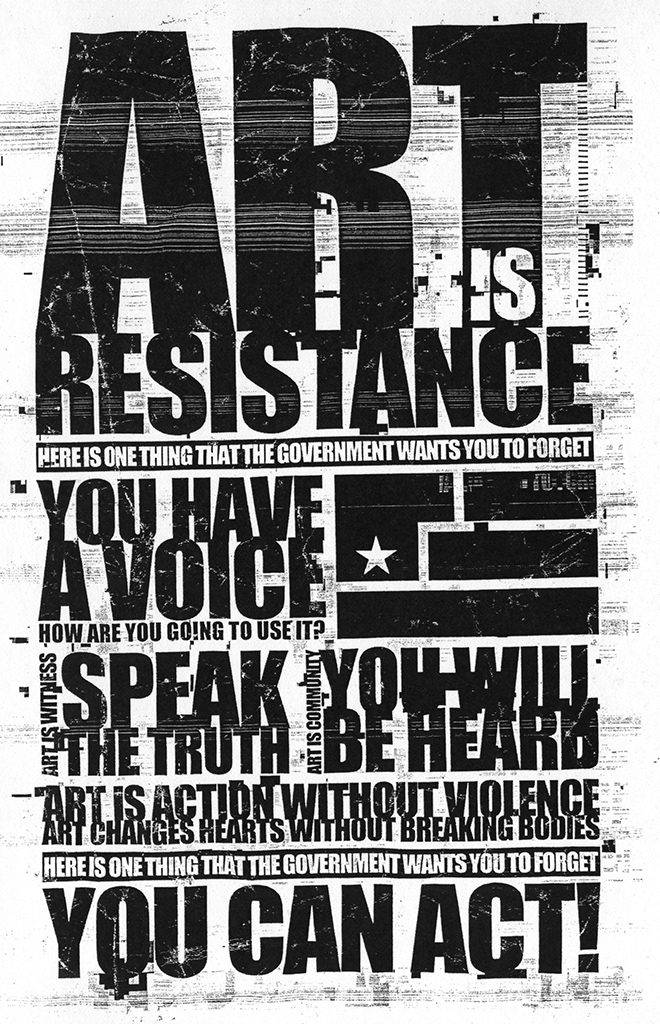
Флаер вымышленной организации сопротивления «Art is Resistance»

Альбом является частью большого концептуального арт-проекта Трента Резнора, рисующего мрачное будущее Америки, которая, пройдя за 15 лет череду войн, техногенных катастроф и террористических атак, становится тотальной диктатурой.
«Год нулевой» (Year Zero) по мысли Резнора наступит в 2022 году, когда правительство, которое к тому времени будет состоять из христианских фундаменталистов, заявит о своей несменяемости. Помимо собственно альбома, в проекте задействованы множество интернет-сайтов, телефонные номера, городские граффити, предполагался выход фильма.
По словам Трента Резнора, идея создания альбома пришла к нему в ходе экспериментов со звуком на ноутбуке во время концертного тура With Teeth. Созданные тогда звуки породили видение конца света, не отпускавшее музыканта. Результатом размышлений стало появление пластинки Year Zero, в шестнадцати композициях которой отражён взгляд на мир, каким он может стать через пятнадцать лет, если «жадность и власть продолжат своё триумфальное шествие», ибо уже сейчас «мир достиг критической точки — политически, духовно, экологически».

## Оформление альбома
С обратной стороны к коробке диска прикреплён стикер, который, помимо информации о правообладателях и традиционных угроз со стороны Федерального бюро расследований о недопустимости неавторизованного копирования, содержит также предостережение от Американского бюро нравственности (АБН, United States Bureau of Morality), не существующего в действительности:

Приобретение и распространение этого материала может быть расценено Американским бюро нравственности как антиправительственная деятельность. Если вы или кто-либо из ваших знакомых замешаны в антиправительственных действиях или намерениях, звоните:
1-866-445-6580
БУДЬ ПАТРИОТОМ — БУДЬ ИНФОРМАТОРОМ!Оригинальный текст (англ.)Consuming or spreading this material may be
deemed subversive by the United States Bureau
Of Morality. If you or someone you know has
engaged in subversive acts or thoughts, call:
1-866-445-6580
BE A PATRIOT — BE AN INFORMER! 
Позвонивший по указанному телефону услышит записанное женским голосом сообщение от АБН, извещающее абонента о том, что он «безоговорочно признан виновным в приобретении антиамериканских записей и занесён в список потенциальных борцов с режимом».
В буклете к альбому на одной странице перед названием трека Another Version of the Truth («Другая версия правды») отчётливо видна надпись http://. Адрес http://anotherversionofthetruth.com ведёт на сайт с плакатом АБН «Америка рождается вновь. Новое начало! Нулевая терпимость. Нулевой страх». Если по нему провести, нажав левую кнопку, мышью, то откроется истинное содержание сайта. За идиллической картинкой АБН с колосящимися кукурузными полями скрыт другой плакат, гласящий «Другая версия правды. Начало конца. Нулевая надежда. Нулевой шанс», ссылка ведёт на форум борцов с режимом.
Диск Year Zero имеет теплочувствительную поверхность. В обычном состоянии она тёмно-серого цвета, выделяется лишь название альбома, записанное белыми буквами, однако, будучи нагретым (например, после прослушивания), диск приобретает бледно-жёлтый оттенок, открывая ранее незаметные уведомление об авторском праве и серии из нулей и единиц. Эту последовательность можно прочитать как двоичную запись комбинации символов exterminal.net (110 0101 = e, 111 1000 = x и т. д.), которая ведёт на один из сайтов проекта Year Zero.

## Тур
После перерыва в гастролях, чтобы завершить работу над Year Zero, группа Nine Inch Nails начала мировой тур в 2007 году, получившем название Performance 2007. Тур включал в себя первые концерты группы в Китае и в России. Резнор продолжил тур с тем же составом, что и в предыдущем туре: Аарон Норт, Джорди Уайт, Джош Фриз и Алессандро Кортини. Тур состоял из 91 концерта в Европе, Азии, Австралии и Гавайям.

## Релиз
Альбом достиг второй строчки в Billboard 200 и попал в первую десятку в шести других странах, включая Австралию, Канаду и Великобританию. Первый сингл альбома, «Survivalism», достиг 68 строчки в Billboard Hot 100 и возглавил чарты синглов Modern Rock и Канады.
Сообщение Резнора, в частности его критика индустрии звукозаписи в целом, вызвало значительное внимание со стороны СМИ. Резнор продолжил своё наступление на Universal Music Group во время концерта в сентябре 2007 года в Австралии, где он призвал фанатов «украсть» свою музыку онлайн, а не покупать её на законных основаниях.
Year Zero стал последним студийным альбомом Nine Inch Nails, выпущенным на лейбле Interscope. В октябре 2007 года Резнор объявил, что Nine Inch Nails выполнила свои контрактные обязательства перед Interscope и может «освободиться от любого контракта на запись с любым лейблом», фактически прекратив связь группы с лейблом.

## Реакция критиков
Несколько рецензентов также прокомментировали сопровождающую игру альтернативной реальности. Энн Пауэрс из Los Angeles Times высоко оценила концепцию альбома и игры.

## Список композиций
Слова и музыка всех песен — Трент Резнор.
| №   | Название                       | Длительность |
| --- | ------------------------------ | ------------ |
| 1.  | «HYPERPOWER!»                  | 1:42         |
| 2.  | «The Beginning of the End»     | 2:47         |
| 3.  | «Survivalism»                  | 4:23         |
| 4.  | «The Good Soldier»             | 3:23         |
| 5.  | «Vessel»                       | 4:52         |
| 6.  | «Me, I'm Not»                  | 4:51         |
| 7.  | «Capital G»                    | 3:50         |
| 8.  | «My Violent Heart»             | 4:13         |
| 9.  | «The Warning»                  | 3:38         |
| 10. | «God Given»                    | 3:50         |
| 11. | «Meet Your Master»             | 4:08         |
| 12. | «The Greater Good»             | 4:52         |
| 13. | «The Great Destroyer»          | 3:17         |
| 14. | «Another Version of the Truth» | 4:09         |
| 15. | «In This Twilight»             | 3:33         |
| 16. | «Zero-Sum»                     | 6:14         |

## Проекты: ремиксы и сериал
Альбом ремиксов под названием Y34RZ3R0R3M1X3D был выпущен в ноябре 2007. По причине истечения срока действия контракта группы с Interscope Records, выпуск и раскрутка альбома были полностью под контролем Резнора.
Альбом состоит из ремиксов таких групп и исполнителей, как The Faint, Ladytron, Билл Ласвелл, Сол Уильямс, Olof Dreijer из The Knife, Sam Fogarino из Interpol. Резнор также поощряет создание ремиксов поклонниками, которые можно выложить в специальном разделе на сайте группы.
Один из них, а именно «My Violent Heart» от Pirate Robot Midget, можно услышать в альбоме. Инструментальные версии песен доступны для скачивания в различных форматах.
Kerrang! Radio  сообщает, что Резнор также вёл переговоры относительно съёмок полнометражного фильма по мотивам альбома. Позже он заявил, что больше заинтересован в создании телевизионной версии. В августе 2007 года стало известно, что Резнор встретился по этому поводу с несколькими сценаристами, однако из-за забастовки сценаристов 2007—2008 года ход процесса замедлился. Несмотря на это, Резнор заявил, что не отказывается от своей идеи и уже начал работать с Лоуренсом Бендером, продюсером почти всех фильмов Тарантино.

## Позиции в чартах
| Чарт                          | Высшая позиция |
| ----------------------------- | -------------- |
| Billboard 200                 | 2              |
| Billboard Top Internet Albums | 2              |
| Billboard Top Rock Albums     | 24             |
| Австралия                     | 5              |
| Австрия                       | 4              |
| Канада                        | 3              |
| Финляндия                     | 5              |
| Франция                       | 17             |
| Германия                      | 6              |
| Нидерланды                    | 25             |
| Новая Зеландия                | 20             |
| Швеция                        | 13             |
| Великобритания                | 6              |

| Песня                           | Высшая позиция в чарте | Высшая позиция в чарте | Высшая позиция в чарте | Высшая позиция в чарте | Высшая позиция в чарте | Высшая позиция в чарте |
| Песня                           | Billboard Hot 100      | Modern Rock Tracks     | Mainstream Rock Tracks | Канада                 | Великобритания         | Финляндия              |
| ------------------------------- | ---------------------- | ---------------------- | ---------------------- | ---------------------- | ---------------------- | ---------------------- |
| «Survivalism»                   | 68                     | 1                      | 14                     | 1                      | 29                     | 7                      |
| «Capital G»                     | —                      | 6                      | 25                     | —                      | 140                    | —                      |
| «—» не занимал позицию в чарте. |                        |                        |                        |                        |                        |                        |